# Fregate razreda Admiral Gorškov
Razred Admiral Gorškov (rusko Проект 22350 Адмирал Горшков, Projekt 22350 Admiral Gorškov – Admiral flote Sovjetske zveze Sergej Georgijevič Gorškov) je najnovejši razred fregat v gradnji za Rusko vojno mornarico. So univerzalne vojne ladje, ki lahko opravljajo različne vrste nalog in bodo nasledile jedro Ruske vojne mornarice – raketne rušilce razredov Fregat in Sarič.

## Zgodovina
Razred je razvil Severni projektno-konstruktorski biro iz Sankt Peterburga. Tehnično rešitev je vojna mornarica potrdila julija 2003. Ladje od leta 2006 izdeluje sanktpeterburška ladjedelnica Severnaja verf in prvi dve ladji sta bili predani v uporabo v letih 2018 in 2020.
Sprva je Ruska vojna mornarica načrtovala, da bodo ladje tega razreda nadomestile fregate predhodnih razredov Burevestnik in Jastreb v Črnomorski, Baltski in drugih flotah. Naročiti je nameravala 20–30 ladij, od katerih bi bila prva predana v uporabo leta 2011.
Gradnja ladij je potekala veliko počasneje, kot je bilo sprva predvideno. Prva ladja, Admiral Flota Sovjetskogo Sojuza Gorškov, je bila predana v uporabo leta 2018. Rusija se je za Črnomorsko floto namesto serije šestih ladij tega razreda odločila zgraditi šest fregat razreda Burevestnik. Poleg tega je bilo več starejših ladij poslanih v popravilo: rušilec Nastojčivi in fregata Neustrašimi v Baltski floti in fregata Ladni ter križarka Moskva v Črnomorski floti. Ruska vojna mornarica je nameravala zgraditi samo še okrog 15 ladij v seriji, ki bi bile nameščene v Severni in Tihooceanski floti.
Dodatna ovira je bila ukrajinska prepoved izvoza pogonskega sklopa za ladje leta 2014. Plinske turbine, dizelske motorje in menjalnike je konstruiralo in izdelovalo podjetje Zorja-Mašprojekt iz Nikolajeva. Z ukrajinskim pogonskim sklopom sta bili opremljeni prvi dve ladji v razredu, prvotno pa je bil načrtovan nakup še enega za tretjo ladjo. Po tem bi Rusija prešla na lastni pogonski sklop. Razvoj ruskih plinskih turbin M90FR v podjetju NPO Saturn, dizelskih motorjev 10D49 v podjetju AO Kolomenski zavod in menjalnikov P055R v podjetju PAO Zvezda za dizelsko-plinsko turbinsko enoto DGTA-M55R je potekal počasi, vendar je bil po posredovanju in finančnih prilivih države pospešen. Leta 2020 je bil zgrajen pogonski sklop za tretjo ladjo v razredu. Pri ruskih plinskih turbinah in dizelskih motorjih je učinkovitost večja kot pri ukrajinskih.
Ladje bodo zgrajene v treh različicah: osnovna različica s 16 udarnimi izstrelki (prve štiri ladje), izboljšana različica s 24 udarnimi izstrelki (naslednjih šest ladij) in modernizirana različica po projektu 22350M z 48 udarnimi izstrelki (zadnje dve do štiri ladje). Gredelj prvih moderniziranih ladij bo po napovedih položen leta 2023, ko bo končana gradnja novega splavišča v ladjedelnici Severnaja verf. Avgusta 2022 je bil načrt ladij večinoma končan.
Ponujena je bila tudi izvozna različica Projekt 22356, ki je bila prvič predstavljena na pomorskem sejmu Euronaval-2010.
Udarni izstrelki so protiladijski izstrelki Oniks, izstrelki družine Kalibr (protiladijska, kopenska in protipodmorniška različica) in protipodmorniški izstrelki Otvet. Leta 2022 naj bi bil predan v uporabo protiladijski izstrelek naslednje generacije Cirkon, ki bo letel s hiperzvočno hitrostjo 8 Mach (v primerjavi s predhodnimi izstrelki z največjo hitrostjo 3 Mach) in bo imel večjo možnost preboja zračne obrambe na ameriških vojnih ladjah.
Ladje tega razreda so prve nosilke novega sistema zračne obrambe dolgega dosega Redut z dosegom do 150 km, ki je mornariška različica sistema zračne obrambe S-350.
Prva ladja v razredu, Admiral Gorškov, je bila predana v uporabo 28. julija 2018 in je bila vključena v 43. divizijo raketnih ladij v Severomorsku v Severni floti. Leta 2019 je bila pod poveljstvom kapitana 1. stopnje Igorja Krohmala poslana na svojo prvo odpravo, v okviru katere je izvedla prvo obplutje sveta Ruske vojne mornarice po letu 1889. Med 26. februarjem in 19. avgustom 2019 je obiskala pristanišča Džibuti, Kolombo, Čingdao, Vladivostok, Puerto Bolivar, Havana, Praia in Kronštat pred vrnitvijo v Severomorsk.
Druga ladja v razredu, Admiral Kasatonov je bila poslana na svojo prvo odpravo v Sredozemsko morje 30. decembra 2020 pod poveljstvom kapitana 2. stopnje Alekseja Rjaboštana. 15. marca 2021 je spremljala nosilko helikopterjev Tonnerre Francoske vojne mornarice, ki se je udeležila mornariških vaj z udarno skupino letalonosilke USS Dwight D. Eisenhower Ameriške vojne mornarice. Februarja 2022 je bila ponovno poslana v Sredozemsko morje.
30. decembra 2021 je bila napovedana gradnja dodatnih ladij v Ladjedelnici Amur.

## Enote
V poševnem tisku so ocenjeni podatki.
| Ime                | Ime po                         | Gredelj položen   | Splavljena         | Predana           | Flota              | Stanje     |
| ------------------ | ------------------------------ | ----------------- | ------------------ | ----------------- | ------------------ | ---------- |
| Admiral Gorškov    | Sergej Georgijevič Gorškov     | 1. februar 2006   | 29. oktober 2010   | 28. julij 2018    | Severna flota      | Aktivna    |
| Admiral Kasatonov  | Vladimir Afanasjevič Kasatonov | 26. november 2009 | 12. december 2014  | 21. julij 2020    | Severna flota      | Aktivna    |
| Admiral Golovko    | Arsenij Grigorjevič Golovko    | 1. februar 2012   | 22. maj 2020       | 25. december 2023 | Severna flota      | Aktivna    |
| Admiral Isakov     | Ivan Stepanovič Isakov         | 14. november 2013 | 27. september 2024 | 2027              | Tihooceanska flota | V gradnji  |
| Admiral Amjelko    | Nikolaj Nikolajevič Amjelko    | 23. april 2019    | 14. avgust 2025    | 2027              | Tihooceanska flota | Splavljena |
| Admiral Čičagov    | Vasilij Jakovljevič Čičagov    | 23. april 2019    |                    | 2027              | Tihooceanska flota | V gradnji  |
| Admiral Jumašev    | Ivan Stepanovič Jumašev        | 20. julij 2020    |                    | 2027              | Tihooceanska flota | V gradnji  |
| Admiral Spiridonov | Emil Nikolajevič Spiridonov    | 20. julij 2020    |                    |                   | Črnomorska flota   | V gradnji  |
| Admiral Gromov     | Feliks Nikolajevič Gromov      | 2026              |                    | 2029              | Severna flota      | Naročena   |
| Admiral Visocki    | Vladimir Sergejevič Visocki    | 2026              |                    | 2029              | Tihooceanska flota | Naročena   |